# 사조해표
사조해표는 사조그룹 계열사로 사조라는 생선 통조림 전문 브랜드와 해표라는 식용유 브랜드로 알려진 식음료 회사이다.

## 연혁
- 1966년 6월 동방유량주식회사 창립[1]
- 1966년 7월 해표식용유 출시를 통해 식용유 시장에 주력
- 1971년 3월 경남 진해에 국내 최초로 용매추출법을 통한 콩기름 대량 생산 설비 완공[2][1]
- 1989년 TV 광고에서 국내 유명인을 모델로 한 증언식 식용유 광고 시작
- 1990년 옥수수유, 카놀라유 등을 통해서 사업영역을 확장
- 1993년 영국의 생활용품 기업인 유니레버사와의 합작법인인 해표-유니레버를 설립
- 2004년 식품사업 분야를 분할하여 사명을 주식회사 신동방으로 변경, 사조그룹 계열사로 편입
- 2007년 사조오앤에프라는 사명으로 변경하였다가
- 2008년 3월 현재의 사명으로 변경하였으며,
- 2004년 9월: 주식회사 신동방 창립
- 2007년 1월: 사조오앤에프로 사명 변경
- 2008년 3월: 사조해표로 사명 변경
- 2019년 6월: 사조대림과 흡수합병

## 같이 보기
- 사조대림
- 사조오양
- 사조산업